# Pulex
Pulex es un género de pulgas. Contiene siete especies. Una especie es la pulga humana (P. irritans); otras cinco especies están confinadas a las regiones neártica y neotropical.

## Especies
Encyclopedia of Life lista siete especies:
- Pulex alvarezi Barrera, 1955
- Pulex echidnophagoides (Wagner, 1933)
- Pulex irritans Linnaeus, 1758
- Pulex larimerius Lewis & Grimaldi, 1997
- Pulex porcinus Jordan et Rothschild, 1923
- Pulex simulans Baker, 1895
- Pulex sinoculus Traub, 1950